# A Star Trek: Enterprise epizódjainak listája
A Star Trek: Enterprise egy 2001-2005 között futott amerikai tudományos-fantasztikus sorozat. Az ötödik elkészült Star Trek sorozat.

## Évados áttekintés
| Évad | Évad | Epizódok | Eredeti sugárzás     | Eredeti sugárzás | Eredeti adó |
| Évad | Évad | Epizódok | Évadpremier          | Évadfinálé       | Eredeti adó |
| ---- | ---- | -------- | -------------------- | ---------------- | ----------- |
|      | 1    | 26       | 2001. szeptember 26. | 2002. május 22.  | UPN         |
|      | 2    | 26       | 2002. szeptember 18. | 2003. május 21.  | UPN         |
|      | 3    | 24       | 2003. szeptember 10. | 2004. május 26.  | UPN         |
|      | 4    | 22       | 2004. október 8.     | 2005. május 13.  | UPN         |

## 1. évad (2001-2002)
| Sor. | Év. | Cím                                               | Rendező               | Író                                                                                        | Premier              | Nézettség    |
| ---- | --- | ------------------------------------------------- | --------------------- | ------------------------------------------------------------------------------------------ | -------------------- | ------------ |
| 1.   | 1.  | Broken Bow-i incidens 1. rész (Broken Bow Part 1) | James L. Conway       | Rick Berman és Brannon Braga                                                               | 2001. szeptember 26. | 12,54 millió |
| 2.   | 2.  | Broken Bow-i incidens 2. rész (Broken Bow Part 2) | James L. Conway       | Rick Berman és Brannon Braga                                                               | 2001. szeptember 26. | 12,54 millió |
| 3.   | 3.  | Megszoksz, vagy megszöksz (Fight or Flight)       | Allan Kroeker         | Rick Berman és Brannon Braga                                                               | 2001. október 3.     | 9,18 millió  |
| 4.   | 4.  | Különös, új világ (Strange New World)             | David Livingston      | Történet: Rick Berman és Brannon Braga Tévéjáték: Mike Sussman és Phyllis Strong           | 2001. október 10.    | 7,81 millió  |
| 5.   | 5.  | Váratlan vendég (Unexpected)                      | Mike Vejar            | Rick Berman és Brannon Braga                                                               | 2001. október 17.    | 8,16 millió  |
| 6.   | 6.  | Terra Nova (Terra Nova)                           | LeVar Burton          | Történet: Rick Berman és Brannon Braga Tévéjáték: Antoinette Stella                        | 2001. október 24.    | 8,35 millió  |
| 7.   | 7.  | Az Andoria-i incidens (The Andorian Incident)     | Roxann Dawson         | Történet: Rick Berman és Brannon Braga Tévéjáték: Fred Dekker                              | 2001. október 31.    | 7,19 millió  |
| 8.   | 8.  | Ha megolvad a jég (Breaking the Ice)              | Terry Windell         | Andre Jacquemetton és Maria Jacquemetton                                                   | 2001. november 7.    | 7,36 millió  |
| 9.   | 9.  | Civilizáció (Civilization)                        | Mike Vejar            | Mike Sussman és Phyllis Strong                                                             | 2001. november 14.   | 7,14 millió  |
| 10.  | 10. | Szerencsefi (Fortunate Son)                       | LeVar Burton          | James Duff                                                                                 | 2001. november 21.   | 6,11 millió  |
| 11.  | 11. | A frontvonalban (Cold Front)                      | Robert Duncan McNeill | Stephen Beck és Tim Finch                                                                  | 2001. november 28.   | 7,33 millió  |
| 12.  | 12. | Néma ellenség (Silent Enemy)                      | Winrich Kolbe         | André Bormanis                                                                             | 2002. január 16.     | 6,11 millió  |
| 13.  | 13. | Kedves doktor (Dear Doctor)                       | James A. Contner      | Andre Jacquemetton és Maria Jacquemetton                                                   | 2002. január 23.     | 5,65 millió  |
| 14.  | 14. | Alvó kutyák (Sleeping Dogs)                       | Les Landau            | Fred Dekker                                                                                | 2002. január 30.     | 6,50 millió  |
| 15.  | 15. | A kolostor árnyéka (Shadows of P'Jem)             | Mike Vejar            | Történet: Rick Berman és Brannon Braga Tévéjáték: Mike Sussman és Phyllis Strong           | 2002. február 6.     | 6,05 millió  |
| 16.  | 16. | Egyes űrkomp (Shuttlepod One)                     | David Livingston      | Rick Berman és Brannon Braga                                                               | 2002. február 13.    | 5,33 millió  |
| 17.  | 17. | A fúzió (Fusion)                                  | Rob Hedden            | Történet: Rick Berman és Brannon Braga Tévéjáték: Mike Sussman és Phyllis Strong           | 2002. február 27.    | 4,49 millió  |
| 18.  | 18. | Csellengő bolygó (Rogue Planet)                   | Allan Kroeker         | Történet: Rick Berman és Brannon Braga Tévéjáték: Chris Black                              | 2002. március 20.    | 4,69 millió  |
| 19.  | 19. | A szerzemény (Acquisition)                        | James Whitmore, Jr.   | Történet: Rick Berman és Brannon Braga Tévéjáték: Andre Jacquemetton és Maria Jacquemetton | 2002. március 27.    | 5,45 millió  |
| 20.  | 20. | Oázis (Oasis)                                     | Jim Charleston        | Történet: Rick Berman és Brannon Braga Tévéjáték: Stephen Beck                             | 2002. április 3.     | 5,64 millió  |
| 21.  | 21. | Fogságban (Detained)                              | David Livingston      | Történet: Rick Berman és Brannon Braga Tévéjáték: Mike Sussman és Phyllis Strong           | 2002. április 24.    | 4,88 millió  |
| 22.  | 22. | Magányos hang (Vox Sola)                          | Roxann Dawson         | Történet: Rick Berman és Brannon Braga Tévéjáték: Fred Dekker                              | 2002. május 1.       | 5,40 millió  |
| 23.  | 23. | Bukott hős (Fallen Hero)                          | Patrick Norris        | Történet: Rick Berman, Brannon Braga és Chris Black Tévéjáték: Alan Cross                  | 2002. május 8.       | 5,34 millió  |
| 24.  | 24. | Sivatagi átkelés (Desert Crossing)                | David Straiton        | Történet: Rick Berman és Brannon Braga Tévéjáték: André Bormanis                           | 2002. május 8.       | 4,68 millió  |
| 25.  | 25. | Két nap, két éjszaka (Two Days and Two Nights)    | Michael Dorn          | Történet: Rick Berman és Brannon Braga Tévéjáték: Chris Black                              | 2002. május 15.      | 5,26 millió  |
| 26.  | 26. | Megrázkódtatás 1. rész (Shockwave Part 1)         | Allan Kroeker         | Rick Berman és Brannon Braga                                                               | 2002. május 22.      | 5,28 millió  |

## 2. évad (2002-2003)
| Sor. | Év. | Cím                                          | Rendező               | Író                                                                                             | Premier              | Nézettség   |
| ---- | --- | -------------------------------------------- | --------------------- | ----------------------------------------------------------------------------------------------- | -------------------- | ----------- |
| 27.  | 1.  | Megrázkódtatás 2. rész (Shockwave Part 2)    | Allan Kroeker         | Rick Berman és Brannon Braga                                                                    | 2002. szeptember 18. | 4,89 millió |
| 28.  | 2.  | Carbon Creek (Carbon Creek)                  | James A. Contner      | Történet: Rick Berman, Brannon Braga és Dan O'Shannon Tévéjáték: Chris Black                    | 2002. szeptember 25. | 4,84 millió |
| 29.  | 3.  | Aknamező (Minefield)                         | James A. Contner      | John Shiban                                                                                     | 2002. október 2.     | 5,25 millió |
| 30.  | 4.  | Kényszer pihenő (Dead Stop)                  | Roxann Dawson         | Mike Sussman és Phyllis Strong                                                                  | 2002. október 9.     | 5,41 millió |
| 31.  | 5.  | Egy nehéz nap éjszakája (A Night in Sickbay) | David Straiton        | Rick Berman és Brannon Braga                                                                    | 2002. október 16.    | 6,25 millió |
| 32.  | 6.  | Fosztogatók (Marauders)                      | Mike Vejar            | Történet: Rick Berman és Brannon Braga Tévéjáték: David Wilcox                                  | 2002. október 30.    | 5,60 millió |
| 33.  | 7.  | A hetedik (The Seventh)                      | David Livingston      | Rick Berman és Brannon Braga                                                                    | 2002. november 6.    | 4,82 millió |
| 34.  | 8.  | A kommunikátor (The Communicator)            | James A. Contner      | Történet: Rick Berman és Brannon Braga Tévéjáték: André Bormanis                                | 2002. november 13.   | 4,46 millió |
| 35.  | 9.  | Szingularitás (Singularity)                  | Patrick Norris        | Chris Black                                                                                     | 2002. november 20.   | 4,83 millió |
| 36.  | 10. | Elveszve (Vanishing Point)                   | David Straiton        | Rick Berman és Brannon Braga                                                                    | 2002. november 27.   | 3,78 millió |
| 37.  | 11. | Értékes rakomány (Precious Cargo)            | David Livingston      | Történet: Rick Berman és Brannon Braga Tévéjáték: David A. Goodman                              | 2002. december 11.   | 4,67 millió |
| 38.  | 12. | A futóhíd (The Catwalk)                      | Mike Vejar            | Mike Sussman és Phyllis Strong                                                                  | 2002. december 18.   | 4,73 millió |
| 39.  | 13. | Hajnal (Dawn)                                | Roxann Dawson         | John Shiban                                                                                     | 2003. január 8.      | 3,99 millió |
| 40.  | 14. | Megbélyegezve (Stigma)                       | David Livingston      | Rick Berman és Brannon Braga                                                                    | 2003. február 5.     | 4,40 millió |
| 41.  | 15. | Tüzet szüntess (Cease Fire)                  | David Straiton        | Chris Black                                                                                     | 2003. február 12.    | 4,78 millió |
| 42.  | 16. | A feszült jövő (Future Tense)                | James Whitmore Jr.    | Mike Sussman és Phyllis Strong                                                                  | 2003. február 19.    | 4,62 millió |
| 43.  | 17. | Canamar (Canamar)                            | Allan Kroeker         | John Shiban                                                                                     | 2003. február 26.    | 4,10 millió |
| 44.  | 18. | Az átkelés (The Crossing)                    | David Livingston      | Történet: André Bormanis Tévéjáték: Rick Berman és Brannon Braga                                | 2003. április 2.     | 3,85 millió |
| 45.  | 19. | Klingoni igazságszolgáltatás (Judgment)      | James L. Conway       | Történet: Taylor Elmore Tévéjáték: David A. Goodman                                             | 2003. április 9.     | 3,69 millió |
| 46.  | 20. | Családi körben (Horizon)                     | James A. Contner      | André Bormanis                                                                                  | 2003. április 16.    | 3,36 millió |
| 47.  | 21. | Szakadékok (The Breach)                      | Robert Duncan McNeill | Történet: Daniel McCarth Tévéjáték: Chris Black és John Shiban                                  | 2003. április 23.    | 3,19 millió |
| 48.  | 22. | Keserű lecke (Cogenitor)                     | LeVar Burton          | Rick Berman és Brannon Braga                                                                    | 2003. április 30.    | 4,08 millió |
| 49.  | 23. | Kiborgok (Regeneration)                      | David Livingston      | Mike Sussman és Phyllis Strong                                                                  | 2003. május 7.       | 4,12 millió |
| 50.  | 24. | Múlt idézés (First Flight)                   | LeVar Burton          | John Shiban és Chris Black                                                                      | 2003. május 14.      | 3,30 millió |
| 51.  | 25. | A vérdíj (Bounty)                            | Roxann Dawson         | Történet: Rick Berman és Brannon Braga Tévéjáték: Hans Tobeason, Mike Sussman és Phyllis Strong | 2003. május 14.      | 3,54 millió |
| 52.  | 26. | Fenyegető messzeség (The Expanse)            | Allan Kroeker         | Rick Berman és Brannon Braga                                                                    | 2003. május 21.      | 3,88 millió |

## 3. évad (2003-2004)
| Sor. | Év. | Cím                                 | Rendező               | Író                                                                                   | Premier              | Nézettség   |
| ---- | --- | ----------------------------------- | --------------------- | ------------------------------------------------------------------------------------- | -------------------- | ----------- |
| 53.  | 1.  | A Xindi (The Xindi)                 | Allan Kroeker         | Rick Berman és Brannon Braga                                                          | 2003. szeptember 10. | 4,07 millió |
| 54.  | 2.  | Anomália (Anomly)                   | David Straiton        | Mike Sussman                                                                          | 2003. szeptember 17. | 4,29 millió |
| 55.  | 3.  | Kihalás (Extinction)                | LeVar Burton          | André Bormanis                                                                        | 2003. szeptember 24. | 4,00 millió |
| 56.  | 4.  | Rajiin (Rajiin)                     | Mike Vejar            | Történet: Paul Brown és Brent V. Friedman Tévéjáték: Chris Black és Brent V. Friedman | 2003. október 1.     | 4,51 millió |
| 57.  | 5.  | Impulzus (Impulse)                  | David Livingston      | Történet: Terry Matalas Tévéjáték: Jonathan Fernandez                                 | 2003. október 8.     | 4,17 millió |
| 58.  | 6.  | A száműzött (Exile)                 | Roxann Dawson         | Phyllis Strong                                                                        | 2003. október 15.    | 3,46 millió |
| 59.  | 7.  | A szállítmány (The Shipment)        | David Straiton        | Chris Black és Brent V. Friedman                                                      | 2003. október 29.    | 3,70 millió |
| 60.  | 8.  | Álmodtam egy világot (Twilight)     | Robert Duncan McNeill | Mike Sussman                                                                          | 2003. november 5.    | 4,06 millió |
| 61.  | 9.  | Észak csillaga (North Star)         | David Straiton        | David A. Goodman                                                                      | 2003. november 12.   | 3,88 millió |
| 62.  | 10. | Két hét az élet (Similitude)        | LeVar Burton          | Manny Coto                                                                            | 2003. november 19.   | 4,59 millió |
| 63.  | 11. | Carpenter Street (Carpenter Street) | Mike Vejar            | Rick Berman és Brannon Braga                                                          | 2003. november 26.   | 3,71 millió |
| 64.  | 12. | A szent királyság (Chosen Realm)    | Roxann Dawson         | Manny Coto                                                                            | 2004. január 14.     | 3,93 millió |
| 65.  | 13. | Önzetlen segítség (Proving Ground)  | David Livingston      | Chris Black                                                                           | 2004. január 21.     | 3,44 millió |
| 66.  | 14. | A nagy alakítás (Stratagem)         | Mike Vejar            | Történet: Terry Matalas Tévéjáték: Mike Sussman                                       | 2004. február 4.     | 4,07 millió |
| 67.  | 15. | Előjel (Harbinger)                  | David Livingston      | Történet: Rick Berman és Brannon Braga Tévéjáték: Manny Coto                          | 2004. február 11.    | 3,95 millió |
| 68.  | 16. | Doktor a hídon (Doctor's Orders)    | Roxann Dawson         | Chris Black                                                                           | 2004. február 18.    | 3,73 millió |
| 69.  | 17. | A keltető (Hatchery)                | Michael Grossman      | Történet: Mike Sussman és André Bormanis Tévéjáték: André Bormanis                    | 2004. február 25.    | 3,52 millió |
| 70.  | 18. | Az Azati prime (Azati Prime)        | Allan Kroeker         | Történet: Rick Berman, Brannon Braga és Manny Coto Tévéjáték: Manny Coto              | 2004. március 3.     | 3,78 millió |
| 71.  | 19. | Súlyos károk (Damage)               | James L. Conway       | Phyllis Strong                                                                        | 2004. április 21.    | 2,86 millió |
| 72.  | 20. | Mindazokért (The Forgotten)         | LeVar Burton          | Chris Black és David A. Goodman                                                       | 2004. április 28.    | 3,35 millió |
| 73.  | 21. | Kétszer ugyanabba a folyóba (E²)    | Roxann Dawson         | Mike Sussman                                                                          | 2004. május 5.       | 3,25 millió |
| 74.  | 22. | A tanács színe előtt (The Council)  | David Livingston      | Manny Coto                                                                            | 2004. május 12.      | 3,41 millió |
| 75.  | 23. | Visszaszámlálás (Countdown)         | Robert Duncan McNeill | André Bormanis és Chris Black                                                         | 2004. május 19.      | 3,46 millió |
| 76.  | 24. | Start (Zero Hour)                   | Allan Kroeker         | Rick Berman és Brannon Braga                                                          | 2004. május 26.      | 3,91 millió |

## 4. évad (2004-2005)
| Sor. | Év. | Cím                                                      | Rendező          | Író | Premier            | Nézettség   |
| ---- | --- | -------------------------------------------------------- | ---------------- | --- | ------------------ | ----------- |
| 77.  | 1.  | Viharfront 1. rész (Storm Front Part 1)                  | Allan Kroeker    | Manny Coto | 2004. október 8.   | 2,89 millió |
| 78.  | 2.  | Viharfront 2. rész (Storm Front Part 2)                  | David Straiton   | Manny Coto | 2004. október 15.  | 3,11 millió |
| 79.  | 3.  | Otthon (Home)                                            | Allan Kroeker    | Mike Sussman | 2004. október 22.  | 3,16 millió |
| 80.  | 4.  | A határvidék (Borderland)                                | David Livingston | Ken LaZebnik | 2004. október 29.  | 3,18 millió |
| 81.  | 5.  | A C12 űrállomás (Cold Station 12)                        | Mike Vejar       | Alan Brennert | 2004. november 5.  | 3,39 millió |
| 82.  | 6.  | A javítottak (The Augments)                              | LeVar Burton     | Mike Sussman | 2004. november 12. | 3,39 millió |
| 83.  | 7.  | A kohó (The Forge)                                       | Michael Grossman | Garfield Reeves-Stevens és Judith Reeves-Stevens                                                                                                   | 2004. november 19. | 3,15 millió |
| 84.  | 8.  | Ébredés (Awakening)                                      | Roxann Dawson    | André Bormanis | 2004. november 26. | 3,38 millió |
| 85.  | 9.  | Kir'Shara (Kir'Shara)                                    | David Livingston | Mike Sussman | 2004. december 3.  | 3,19 millió |
| 86.  | 10. | Daedalus (Daedalus)                                      | David Straiton   | Alan Brennert és Ken LaZebnik | 2005. január 14.   | 3,03 millió |
| 87.  | 11. | Semleges megfigyelők (Observer Effect)                   | Mike Vejar       | Garfield Reeves-Stevens és Judith Reeves-Stevens                                                                                                   | 2005. január 21.   | 2,76 millió |
| 88.  | 12. | Rejtélyes támadások (Babel One)                          | David Straiton   | Mike Sussman és André Bormanis | 2005. január 28.   | 2,53 millió |
| 89.  | 13. | Összefogás (United)                                      | David Livingston | Történet: Manny Coto Tévéjáték: Judith Reeves-Stevens és Garfield Reeves-Stevens                                                                   | 2005. február 4.   | 2,81 millió |
| 90.  | 14. | Az Aenarok (The Aenar)                                   | Mike Vejar       | Történet: Manny Coto Tévéjáték: André Bormanis | 2005. február 11.  | 3,17 millió |
| 91.  | 15. | Rejtélyes eltűnés (Affliction)                           | Michael Grossman | Történet: Manny Coto Tévéjáték: Mike Sussman | 2005. február 18.  | 3,17 millió |
| 92.  | 16. | Mentalitások összecsapása (Divergence)                   | David Barrett    | Garfield Reeves-Stevens és Judith Reeves-Stevens                                                                                                   | 2005. február 25.  | 2,96 millió |
| 93.  | 17. | Bűvölet (Bound)                                          | Allan Kroeker    | Manny Coto | 2005. április 15.  | 2,56 millió |
| 94.  | 18. | Párhuzamos dimenzió 1. rész (In a Mirror, Darkly Part 1) | James L. Conway  | Mike Sussman | 2005. április 22.  | 2,59 millió |
| 95.  | 19. | Párhuzamos dimenzió 2. rész (In a Mirror, Darkly Part 2) | Marvin V. Rush   | Történet: Manny Coto Tévéjáték: Mike Sussman | 2005. április 29.  | 2,92 millió |
| 96.  | 20. | Démonok (Demons)                                         | LeVar Burton     | Manny Coto | 2005. május 6.     | 3,01 millió |
| 97.  | 21. | A Tiszta Föld (Terra Prime)                              | Marvin V. Rush   | Történet: André Bormanis, Garfield Reeves-Stevens és Judith Reeves-Stevens Tévéjáték: Manny Coto, Garfield Reeves-Stevens és Judith Reeves-Stevens | 2005. május 13.    | 3,80 millió |
| 98.  | 22. | Végállomás (These Are the Voyages...)                    | Allan Kroeker    | Rick Berman és Brannon Braga | 2005. május 13.    | 3,80 millió |